# Rahul Aware
Rahul Balasaheb Awar (in hindī राहुल अवारे; Patoda, 2 novembre 1991) è un lottatore indiano, specializzato nella lotta libera.

## Palmarès
| Anno | Manifestazione              | Sede         | Evento | Risultato | Note |
| ---- | --------------------------- | ------------ | ------ | --------- | ---- |
| 2009 | Campionati asiatici         | Pattaya      | 55 kg  | 5º        |      |
| 2009 | Mondiali junior             | Ankara       | 55 kg  | Argento   |      |
| 2010 | Campionati asiatici         | Nuova Delhi  | 55 kg  | 9º        |      |
| 2011 | Campionati asiatici         | Tashkent     | 55 kg  | Bronzo    |      |
| 2011 | Campionati del Commonwealth | Melbourne    | 55 kg  | Oro       |      |
| 2011 | Mondiali                    | Istanbul     | 55 kg  | 25º       |      |
| 2014 | Mondiali                    | Tashkent     | 57 kg  | 11º       |      |
| 2015 | Campionati asiatici         | Doha         | 57 kg  | 7º        |      |
| 2015 | Mondiali                    | Las Vegas    | 61 kg  | 18º       |      |
| 2016 | Campionati asiatici         | Bangkok      | 61 kg  | 7º        |      |
| 2017 | Campionati del Commonwealth | Johannesburg | 61 kg  | Argento   |      |
| 2018 | Campionati asiatici         | Biškek       | 57 kg  | 9º        |      |
| 2018 | Giochi del Commonwealth     | Gold Coast   | 57 kg  | Oro       |      |
| 2019 | Campionati asiatici         | Xi'an        | 61 kg  | Bronzo    |      |
| 2019 | Mondiali                    | Nur-Sultan   | 61 kg  | Bronzo    |      |
| 2020 | Campionati asiatici         | Nuova Delhi  | 61 kg  | Bronzo    |      |